# 樟樹灣
樟樹灣，是新北市汐止區的一個地名，位於該區中部的基隆河南岸。相較於今日行政區，其範圍大致包括山光里、厚德里、智慧里西北部凸出部分、忠孝里、樟樹里、橫科里北部邊界地帶東段、文化里西半部、白雲里北部邊界地帶中西段。

## 歷史
台灣清治末期至日治前期，樟樹灣地區為一街庄，稱為「樟樹灣庄」，隸屬於石碇堡。該庄西北、北及東北隔基隆河分別與社後庄、叭嗹港庄、鄉長厝庄為鄰，東與水返腳街為鄰，南邊為白匏湖庄、橫科庄。
1901年（日治明治三十四年）11月，該庄隸屬於基隆廳，編入第十五區。1905年（明治三十八年）7月，第十四區、第十五區、第十六區、第十九區合併為「水返腳區」。1920年（大正九年），該庄改制為「樟樹灣」大字，隸屬於臺北州七星郡汐止街，大字下有「番子寮」、「樟樹灣」小字名。
戰後汐止街改制為汐止鎮，隸屬於臺北縣，大字亦改制為里。1999年6月，汐止鎮升格為汐止市。2010年12月，臺北縣升格為新北市，汐止市改制為汐止區。

## 交通
台鐵縱貫線橫越樟樹灣地區南部，境內未雖設站，但東側的汐科車站距離甚近。汐科車站等級為簡易站，僅停靠區間車，北上可前往基隆、宜蘭、花蓮等地，南下可前往台北、桃園、新竹等地。
省道台5線（大同路一段西段、新台五路一段）橫越本地區南部；省道台5甲線（大同路一段東段）為其舊線，位於其北側。兩者於本地區西部交會，皆是連絡台北與基隆的主要平面道路。
國道3號縱向穿越本地區，在南部邊界地帶與省道台5線交會處設有新台五路交流道，車輛可由此快速前往台灣西部各地。國道1號橫向經過本地區北部，與國道3號交會處設有汐止系統交流道以互相連通。

## 學校
- 新北市立樟樹國際實創高級中等學校
- 新北市汐止區樟樹國民小學